# Le Détentionaire
Le Détentionaire ou La Retenue au Québec (Detentionaire) est une série télévisée d'animation canadienne en 53 épisodes de 22 minutes créée par Daniel Bryan Franklin et Charles Johnston, produite par Nelvana, diffusée du 12 septembre 2011 au 19 décembre 2014 sur Teletoon, et en français à partir du 5 janvier 2012 sur Télétoon.
En France, elle a été diffusée sur la chaîne Télétoon+ et Canal+ Family.

## Histoire
L'histoire se passe au Canada. Le héros nommé Lee Ping, un coréo-canadien, fait sa quatrième rentrée à l’école secondaire A. Nigma High. Mais il est accusé d'avoir fait la plus grande blague de toute l'histoire de l’école. Le nouveau directeur général Barrage le punit et à chaque temps libre pendant le reste de la nouvelle année, il doit se rendre à la salle de retenue. Il décide de trouver le coupable et à chaque retenue, il s'enfuit pour mener son enquête. Il s'apercevra que l'affaire est beaucoup plus compliquée qu'elle n'y paraît…

## Personnages
- Lee Ping : le héros de l'histoire qui s'enfuit à chaque retenue. Il est coréo-canadien. Il porte un T-shirt vert, un pantalon vert foncé, un mystérieux tatouage sur le bras, des chaussures orange, un sac à dos rouge et ses cheveux sont rouges et noirs. Il souhaite être indépendant, et de ce fait, il ne fait partie d'aucun groupe de l’école A. Nigma.
- Tina Kwee : elle est sino-canadienne. Elle est la journaliste de l’école. Lee est amoureux d'elle mais, un moment, elle sort avec un mec populaire de l’école nommé Brad Von Chillstein et déteste Lee Ping (elle le traite de menteur), mais les deux finissent par se réconcilier.
- Camilio Esmeraldo « Cam » Martinez : meilleur ami de Lee Ping, il est latino-canadien, il s'est fait hypnotiser par « L'Incroyable Finnwich » pendant l'anniversaire des 10 ans de Lee, dès qu'on prononce le mot « caramel » (butterscotch en VO, traduit en « caramel écossais » dans certains épisodes), il se met à se comporter comme un singe, et pour arrêter cela, il faut prononcer « Reine de Cœurs ». Il s'est fait élire Président de l’école contre Lee. Lee Ping le soupçonnait d'être le coupable de la plus grande farce de l’école.
- Holgert Holgaart : étranger, il devient l'ami de Lee et Cam, il est très gentil, et sportif. Il devient le distributeur d'eau officiel de l'équipe de football. Il est anéanti et ne sait plus quoi faire quand Lee et Cam sont ennemis.
- Lynch Webber : Lynch s'est proclamé « l'assistant de Lee Ping » et l'appelle « Maître Lee ». Il adore le « Splash Pomme Verte », une boisson gazeuse à la pomme verte et les cacahuètes. Lee apprendra par la suite que l'usine de Splash Pomme verte appartient au père de Lynch (dont en fait il est son propre père) et qu'il est le fameux « RadCircles ».
- RadCircles : Lee Ping a réussi à savoir que les plans de la farce envoyée à des personnes du l’école pour qu'ils le fassent, vient de l'adresse e-mail commençant par « radcircles@anigma ». Donc pendant tout le dessin animé, Lee fera allusion au coupable en disant « RadCircles ». RadCircles appellent souvent Lee Ping et commence toujours par « Toc Toc », il envoie aussi souvent des messages.
- Biffy Goldstein : un « gros dur » qui aide Lee Ping pendant ces enquêtes, il fait en sorte d'être toujours en retenue pour pouvoir, au début, tricoter pour son chat « Monsieur Boule-de-Poils » (jusqu'à la suite qu'on réalise que c'est « Madame Boule-de-Poils »), puis pour l'aider. En réalité, il est très gentil.
- Directeur Général Barrage : nouveau directeur de l’école secondaire. Ancien militaire très strict et autoritaire, il est cyborg. La directrice-adjointe Victoria essayera de le faire virer.
- Directrice-adjointe Victoria : on pense qu'elle est secondaire mais par la suite, Lee découvre qu'elle peut contrôler le directeur Barrage et qu'elle est le cerveau de tout, la farce de l'année, le lavage de cerveau... Elle se fait arrêter à la fin de la  série. Elle explique qu'elle avait choisi d'enfermer Lee car il ne peut pas se faire hypnotiser et qu'on ne peut pas le contrôler par un groupe de l’école (puisqu'il n'appartient à aucun).

## Doublage québécois
- Nicolas Bacon / Hugolin Chevrette (Saison 3) : Lee Ping
- Maxime Desjardins : Camillio Martinez
- Patrick Chouinard : Holger Holgaart
- Alexis Lefebvre : Biffy Goldstien
- Sylvain Hétu : Principal Général Barrage
- Eloisa Cervantes : Tina Kwee
- Fanny Rainville : Brandy Silver
- Martin Watier : Chaz Moneranian
- Ariane-Li Simard-Côté : Mme Ping
- Dany Boudreault : Lynch
- Ève Gadouas : Vice Principale Victoria
- Daniel Picard : Blomptkins

 Source et légende : version québécoise (VQ) sur Doublage.qc.ca et le générique de fin

## Liste des épisodes
| 1x01 | Blitzkrieg Bop'd          | Un coup foudroyant                     | 12/09/2011 |
| 1x02 | Jock and Roll High School | Enquête sur le terrain                 | 13/09/2011 |
| 1x03 | Skate or Die              | Fonce ou meurt                         | 14/09/2011 |
| 1x04 | Math Math Revolution      | Math math révolution                   | 15/09/2011 |
| 1x05 | Friday Nights Bites       | Ça boume avec Lee Ping                 | 16/09/2011 |
| 1x06 | Dudes of Darkness         | Les dieux de l'obscurité               | 09/02/2012 |
| 1x07 | 28 Sneezes Later          | Obsession contagion                    | 16/02/2012 |
| 1x08 | Disco History Times       | L'Histoire revue et corrigée           | 23/02/2012 |
| 1x09 | 15th Graders              | Les plus vieux jouent les gros bras    | 01/03/2012 |
| 1x10 | Welcome to Factory Island | Bienvenue sur l'île du docteur Splatch | 08/03/2012 |
| 1x11 | The Tag Along             | Le pot d'colle                         | 22/03/2012 |
| 1x12 | The Down with Lee Club    | Le club "Tous contre Lee"              | 29/03/2012 |
| 1x13 | The Hair Incident         | À un cheveu de la catastrophe          | 05/04/2012 |
| 1x14 | Chaz's Corner             | Chaz, le roi de l'info                 | 12/04/2012 |

| 2x01 | If The Shoe Fits              | Ami ou ennemi?                       | 21/08/2012 |
| 2x02 | The Cam-didate                | La 'Cam-pagne' électorale            | 03/09/2012 |
| 2x03 | Outcast Times At A.Nigma High | Une bande de nases                   | 04/09/2012 |
| 2x04 | Double Date                   | Drôle de rendez-vous                 | 05/09/2012 |
| 2x05 | Mastermind                    | Le cerveau                           | 06/09/2012 |
| 2x06 | Finding Finnwich              | Sur les traces de Finnwich           | 07/09/2012 |
| 2x07 | School Hard                   | Comme dans un film                   | 10/09/2012 |
| 2x08 | A.Nigma Prison Blues          | Jour d'inspection                    | 11/09/2012 |
| 2x09 | Tales From Decrypt            | Le labo secret                       | 12/09/2012 |
| 2x10 | The Theme Team                | Un choix s'impose                    | 13/09/2012 |
| 2x11 | Knock Knock                   | Toc-toc!                             | 14/09/2012 |
| 2x12 | The Dance Part 1              | Une soirée de folie, première partie | 17/09/2012 |
| 2x13 | The Dance Part 2              | Une soirée de folie, deuxième partie | 18/09/2012 |

| 3x01 | Return of the Ping           | Le retour de Lee Ping               | 06/06/2013 |
| 3x02 | Clogspiracy                  | Sabot-ation                         | 07/06/2013 |
| 3x03 | Misadventures in Babysitting | Mésaventures et Bébés Robots        | 10/06/2013 |
| 3x04 | Escape from Fort Nigma       | S'évader de Fort Nigma              | 11/06/2013 |
| 3x05 | The Curse of Earl Nigma      | La malédiction de Earl Nigma        | 12/06/2013 |
| 3x06 | All That Taz                 | Opération Taz                       | 13/06/2013 |
| 3x07 | Fence-O-Palooza              | Rock'n clôture                      | 14/06/2013 |
| 3x08 | The Outcasts Strike Back!    | La Bande des Nases contre-attaque   | 17/06/2013 |
| 3x09 | Bed Bugged                   | Les lits ont des oreilles           | 18/06/2013 |
| 3x10 | The Hydra                    | L'Hydre                             | 19/06/2013 |
| 3x11 | Fight or Flight              | La fuite ou la lutte                | 20/06/2013 |
| 3x12 | Corndog Day Afternoon        | Soupe, saucisses et pommes pourries | 21/06/2013 |
| 3x13 | Pyramid Scheme               | Combine pyramidale                  | 24/06/2013 |

| 4x01 | Follow that Finnwinch                | Ne Lâchons Pas Finnwinch                 | 08/11/2013 |
| 4x02 | Enter the Serpent                    | Ascenseur Pour Le Serpent                | 15/11/2013 |
| 4x03 | Big Chicken                          | Poulet, Poulette et Poule Mouillée       | 22/11/2013 |
| 4x04 | Splitting Hairs                      | Couper les cheveux en quatre             | 29/11/2013 |
| 4x05 | Revenge of the Cycle Killers         | La revanche du tueur à scooter           | 06/12/2013 |
| 4x06 | The Common Denominator               | Le dénominateur commun                   | 13/12/2013 |
| 4x07 | Serpent Strike                       | Sous le charme du serpent                | 20/12/2013 |
| 4x08 | Mummy Ping and the Snake Man of Evil | Momie Ping et l’Homme-Serpent diabolique | 27/12/2013 |
| 4x09 | Game of Clones                       | Jeu de clones                            | 03/01/2014 |
| 4x10 | Band of Heroes                       | la bande des héros                       | 10/01/2014 |
| 4x11 | From Bad to Wurst                    | De Bad à Wurst                           | 17/01/2014 |
| 4x12 | Mannifestum Rising                   | Mannifestum Rising                       | 24/01/2014 |
| 4x13 | Date with Destiny                    | Rendez-vous avec Destiny                 | 31/01/2014 |